# Cueva Honda
Cueva Honda este o arie protejată (arie specială de conservare — SAC, sit de importanță comunitară — SCI) din Spania întinsă pe o suprafață de 0,99 ha, integral pe uscat.

## Localizare
Centrul sitului Cueva Honda este situat la coordonatele 41°38′27″N 1°42′57″W / 41.6408°N 1.71589°V.

## Înființare
Situl Cueva Honda a fost declarat sit de importanță comunitară în iulie 2000 pentru a proteja 5 specii de animale. Situl a fost protejat și ca arie specială de conservare în februarie 2021.

## Biodiversitate
Situată în ecoregiunea mediteraneană, aria protejată conține 4 habitate naturale: Păduri de Quercus ilex și Quercus rotundifolia, Peșteri inaccesibile publicului, Păduri iberice de Quercus faginea și Quercus canariensis, Lande oro-mediteraneene cu formațiuni endemice de grozamă.
La baza desemnării sitului se află mai multe specii protejate de  mamifere (5): liliac cu aripi lungi (Miniopterus schreibersii), liliac comun (Myotis myotis), liliacul mediteranean cu potcoavă (Rhinolophus euryale), liliacul mare cu potcoavă (Rhinolophus ferrumequinum), liliacul mic cu potcoavă (Rhinolophus hipposideros).
Pe lângă speciile protejate, pe teritoriul sitului au mai fost identificate 2 specii de plante, 1 specie de amfibieni, 1 specie de reptile.